# Naturschutzgebiet Auf der Humpfert
Das Naturschutzgebiet Auf der Humpfert ist ein 3,9 ha großes Naturschutzgebiet (NSG) nordwestlich von Letmathe im Stadtgebiet von Iserlohn im Märkischen Kreis in Nordrhein-Westfalen. Das NSG wurde 1997 vom Kreistag des Märkischen Kreises mit dem Landschaftsplan Nr. 4 Iserlohn ausgewiesen. Das NSG geht bis an die Stadtgrenze zu Hagen. Hier grenzt es an das auf Hagener Stadtgebiet liegende, 56,4 ha große Naturschutzgebiet Henkhauser- und Hasselbachtal. 

## Gebietsbeschreibung
Bei dem NSG handelt es sich um einen Kalkbuchenwald.

## Schutzzweck
Das Naturschutzgebiet wurde zur Erhaltung und Entwicklung eines Waldgebietes und als Lebensraum gefährdeter Tier und Pflanzenarten ausgewiesen. Wie bei anderen Naturschutzgebieten in Deutschland wurde in der Schutzausweisung darauf hingewiesen, dass das Gebiet „wegen der landschaftlichen Schönheit und Einzigartigkeit“ zum Naturschutzgebiet wurde.